# コンカ・ドロ
コンカ・ドロ (CoNCA D'oRO) とは、ショートドリンクに分類される、ジンをベースとしたカクテルの1種である。

## 歴史
コンカ・ドロは、1955年にオランダのアムステルダムで開催された国際カクテル・コンペティションにて、イタリア人のGiuseppedi Neriが発表し、同コンペティションの優勝作品となったことで知られている

。

## 標準的なレシピ
- ドライ・ジン ： チェリー・ブランデー ： トリプル・セック ： マラスキーノ・リキュール ＝ 5：1：1：1
- オレンジの果皮 （香り付け用）

### 作り方
ドライ・ジン、チェリー・ブランデー、トリプル・セック、マラスキーノ・リキュールをシェークして、カクテル・グラス（容量75～90ml程度）に注ぎ、オレンジの果皮より精油を絞りかければ完成である。

### 備考
- トリプル・セックは、ホワイト・キュラソーで代用されることもある。
- ミキスング・グラスを使い、ステアで作られる場合もある[1]。
- オレンジの果皮を使用しないこともある。この場合、カクテル・グラスに注いだ時点で完成となる[2]。

## 主な参考文献
- 稲 保幸 『カクテル・レシピ1000』 日東書院 2005年7月10日発行 ISBN 4-528-01412-2
- 成美堂出版 編集 『カクテル大事典800』 成美堂出版 2003年10月1日発行 ISBN 4-415-02264-2
- 堀井 浩一 『つくる・飲む・楽しむ カクテール』 文研出版 1986年4月5日発行 ISBN 4-580-90230-0

| スタブアイコン | サブスタブ | この項目は、まだ閲覧者の調べものの参照としては役立たない、酒に関連した書きかけの項目です。この項目を加筆・訂正などしてくださる協力者を求めています（P:食/PJ:酒）。 |